# Plocamopherus margaretae
Plocamopherus margaretae is een slakkensoort uit de familie van de Polyceridae. De wetenschappelijke naam van de soort is voor het eerst geldig gepubliceerd in 2006 door Vallès & Gosliner.